# Robert Hunter (Radsportler)
Robert Hunter (* 22. April 1977 in Johannesburg, Südafrika) ist ein ehemaliger südafrikanischer Radrennfahrer.

## Sportliche Karriere
Robert Hunter war ab 1999 Profi und begann seine Laufbahn beim italienischen Radsportteam Lampre. 2003 wechselte er zum niederländischen Team Rabobank. Ab 2005 fuhr er für das Schweizer Team Phonak Hearing Systems und nahm mit dieser Mannschaft zum fünften Mal an der Tour de France teil. Zwischen 2007 und 2009 stand Hunter beim Professional Continental Team Barloworld unter Vertrag und konnte 2007 für dieses Team auf der 11. Etappe einen Etappensieg bei der Tour de France als erster Fahrer vom afrikanischen Kontinent überhaupt erringen. 2009 fuhr er für dieses Team auch eine Etappe bei der Mittelmeer-Rundfahrt ein. Zur Saison 2010 wechselte er zu dem US-amerikanischen Team Garmin-Transitions. Dort gewann er zwei Etappen der Vuelta a Murcia. Bereits nach einer Saison wechselte zum Team RadioShack, für das er eine Etappe bei der Österreich-Rundfahrt einfuhr. Ebenfalls nach nur einem Jahr wechselte er zurück zum Team Garmin-Sharp. 2012 wurde er südafrikanischer Meister im Straßenrennen. Im September 2013 gab er bekannt, dass er seine Karriere zum Saisonende beenden werde, nachdem er keinen neuen Arbeitgeber gefunden hatte.

## Erfolge
1999
- eine Etappe Vuelta a España

2000
- Südafrikanischer Meister – Einzelzeitfahren

2001
- eine Etappe Vuelta a España

2002
- eine Etappe Polen-Rundfahrt
- drei Etappen Tour de Langkawi

2004
- Gesamtwertung Katar-Rundfahrt
- eine Etappe Sachsen-Tour
- zwei Etappen Tour de Suisse

2005
- Doha International GP
- eine Etappe Setmana Catalana
- eine Etappe Tour de Georgia

2006
- Afrikameister – Zeitfahren

2007
- Gesamtwertung und eine Etappe Volta ao Distrito de Santarém
- eine Etappe Clásica Alcobendas
- Gesamtwertung und eine Etappe Tour de Picardie
- eine Etappe Tour de France

2008
- Super Challenge Series 3 und 4
- eine Etappe Grand Prix CTT Correios de Portugal

2009
- eine Etappe Mittelmeer-Rundfahrt
- Giro del Capo Race 1
- eine Etappe Giro del Trentino

2010
- zwei Etappen Vuelta a Murcia

2011
- Tour de Mumbai II-Mumbai Cyclothon
- eine Etappe Österreich-Rundfahrt

2012
- Mannschaftszeitfahren Tour of Qatar
- Südafrikanischer Meister – Straßenrennen
- Mannschaftszeitfahren Giro d’Italia

2013
- Gesamtwertung und eine Etappe Mzansi Tour

## Grand Tours-Platzierungen
| Grand Tour            | 1999 | 2000 | 2001 | 2002 | 2003 | 2004 | 2005 | 2006 | 2007 | 2008 | 2009 | 2010 | 2011 | 2012 | 2013 |
| --------------------- | ---- | ---- | ---- | ---- | ---- | ---- | ---- | ---- | ---- | ---- | ---- | ---- | ---- | ---- | ---- |
| Giro d’ItaliaGiro     | –    | –    | –    | DNF  | –    | –    | –    | –    | –    | –    | 149  | –    | DNF  | DNF  | 140  |
| Tour de FranceTour    | –    | –    | DNF  | 97   | DNF  | –    | DNF  | DNF  | 117  | 105  | –    | DNF  | –    | DNF  | –    |
| Vuelta a EspañaVuelta | 72   | –    | 118  | –    | –    | DNF  | –    | –    | –    | –    | –    | –    | –    | –    | –    |